# Stara Orla
Stara Orla (Szpatnica) – struga, prawy dopływ Orli o długości 18,1 km.
Struga ma swe źródła w pobliżu wsi Konary, przepływa przez Golejewko, uchodzi do Orli w jej 23,3 km biegu.
Na całej długości płynie przez obszary rolnicze. W okresie letnim rzeka na pewnych odcinkach wysycha. Do wód odprowadzane są ścieki z oczyszczalni zakładowej zakładów mięsnych w Grąbkowie oraz oczyszczalni komunalnej w Chojnie. Stan czystości wód – poza klasą.